# Ryżica
Ryżica (bułg. Ръжица) – wieś w Bułgarii, w obwodzie Burgas, w gminie Ruen. W 2023 roku liczyła 1300 mieszkańców.